# 칠곡군의회
칠곡군의회는 경상북도 칠곡군 지역을 관할하는 기초의회이다.